# Список утраченных фильмов России (1909)
Список утраченных фильмов России (1909) — список утраченных фильмов России отснятых в 1909 году, отсортированный в алфавитном порядке. Все фильмы художественные (три из них — мультипликационные). В каталоге Вишневского фильмам 1909 года соответствуют номера 14-36, 1717-1719.

## Легенда
Разделительная полоса
 Комментарий; критика фильма

## Список
| Название | Метраж            | Жанр                        | Киностудия               | Режиссёр                            | Актёры | Литературный первоисточник                                                                                |
| --- | ----------------- | --------------------------- | ------------------------ | ----------------------------------- | --- | --- |
| |                   |                             |                          |                                     | | |
| «Lucanus Cervus» |                   | кукольный                   | т/д Ханжонкова           | Владислав Старевич                  | — | - |
| Двое самцов жуков-рогачей борются за самку. Фильм был создан с помощью кукол после того, как Старевич отчаялся заснять такую сцену документально. |                   |                             |                          |                                     | | |
| |                   |                             |                          |                                     | | |
| «Бахчисарайский фонтан» | 100 (180?) метров | историческая драма          | т/д «Глория»             | Яков Протазанов                     | Владимир Шатерников, Мария Королёва, Елизавета Уварова | поэма А. С Пушкина «Бахчисарайский фонтан»                                                                |
| В фильме состоялся кинодебют В. Шатерникова. Из набега на Польшу крымский хан Гирей привозит в гарем новую наложницу — Марию. Это вызывает ревность красавицы Заремы, для которой любовь к хану важнее всего на свете. Зарема рассказывает это Марии, которая мечтает лишь об освобождении и находит его в смерти. Обнаружив гибель Марии, Гирей приказывает казнить и Зарему. В память о своей погибшей любви он приказывает построить фонтан, вода в котором течет по капле — Фонтан Слёз. Фильм был снят не в фокусе и на экраны не выпускался, хотя известно, что он вышел 19 декабря 1909. Возможно, Протазанов был только автором сценария фильма, как считает Н. Иезуитов. Позже Протазанов почти не вспоминал об этой картине, и своим режиссёрским дебютом называл «Песню каторжанина» (1911). Об этом фильме он писал как о сценарном дебюте. Желая конкурировать с сочинительским талантом Гончарова, Протазанов представил руководству ателье свой первый сценарий. Но «Бахчисарайский фонтан» на этот раз не увидел света. Первый блин вышел комом.— «Я. Протазанов. Сборник статей и материалов», стр. 24-235 Дебют Протазанова в кинрежиссуре — экранизация сцен из одноимённой поэмы А. С. Пушкина «Бахсисарайский фонтан». <…> Этот дебют, если можно считать его таковым, выглядит вполне случайным явлением. Вероятно, описанный случай произошёл много раньше той даты, которую указывает Вишневский [19.XII.1909], и только когда в ателье появился Дж. Витротти, с его помощью удалось довести картину до конца. Возможно, прав Н.Иезуитов, которым считал Протазанова только автором сценария этого фильма.— В. Короткий «Режиссёры и операторы русского игрового кино» - М., 2002, стр. 283 Красивая в смысле обстановки, с прекрасными видами, лента эта, благодаря сильному и ярко выраженному драматизму, производит очень сильное впечатление. В техническом отношении заметен крупный шаг вперёд.— «Кинемо», 1909, № 16, стр. 8-9 |                   |                             |                          |                                     | | |
| |                   |                             |                          |                                     | | |
| «В полночь на кладбище» | 150 метров        | ужасы                       | т/д Ханжонкова           | Василий Гончаров                    | Александра Гончарова, Владимир Максимов, Иван Мозжухин | - |
| Одна из первых попыток создания русского гиньоля в кино. Молодой человек заключает пари, что в полночь он один придёт на кладбище и, в доказательство своего пребывания там, воткнёт свой кинжал в крест на могиле. Всё обходится благополучно, но нечаянно он прикалывает свой плащ к кресту и, когда хочет уходить, чувствует, что его кто-то держит. От ужаса он сходит с умау. Первый российский фильм ужасов, снятый по оригинальному сценарию. |                   |                             |                          |                                     | | |
| |                   |                             |                          |                                     | | |
| «Вий» | 295 метров        | ужасы                       | Бр. Пате (Моск. отд.)    | Василий Гончаров                    | И Лангфельд, А. Платонов, В. Дольская | повесть Н. В. Гоголя «Вий»                                                                                |
| Первый российский фильм ужасов. Фильм предварял титр: «старинное малороссийское предание по Н. В. Гоголю». |                   |                             |                          |                                     | | |
| |                   |                             |                          |                                     | | |
| «Власть тьмы» | 365 метров        | драма                       | т/д Ханжонкова           | Пётр Чардынин                       | Пётр Чардынин (Никита) | пьеса Л. Н. Толстого «Власть тьмы».                                                                       |
| В 1909 году одноимённая пьеса была представлена на столичной сцене, и предположительно во время съёмок были использованы соответствующие театральные декорации и актёры. Фильм был привезён для показа Л. Н. Толстому, но писатель смотреть фильм отказался. Согласно Б. С. Лихачёву, фильм был высокого художественного уровня. Фильм был включён в монтажный фильм «Кинемовечер, посвящённый памяти Л. Н. Толстого» (1910). |                   |                             |                          |                                     | | |
| |                   |                             |                          |                                     | | |
| «Героический подвиг рядового Василия Рябого» | 145 метров        | драма                       | т/д Дранкова             | Александр Дранков                   | | |
| О подвиге солдата во время русско-японской войны. |                   |                             |                          |                                     | | |
| |                   |                             |                          |                                     | | |
| «Господин Остолопов на званом обеде» | 100 метров        |                             | «Минотавр»               |                                     | | |
| Картина была уничтожена до выпуска, как неудачная. |                   |                             |                          |                                     | | |
| |                   |                             |                          |                                     | | |
| «Двойная измена» | 100 метров        | комедия                     | ателье А. Дранкова       | Н. Филиппов                         | Н. Филиппов | - |
| Грубая комедия с нелепым сюжетом.— В. Вишневский «Художественные фильмы дореволюционной России» — М., 1945, стр. 9 |                   |                             |                          |                                     | | |
| |                   |                             |                          |                                     | | |
| «Еврейские куплеты» | 100 метров        | комедия/кинодекламация      | Бр. Пате (Одесское отд.) |                                     | Дубров | - |
| |                   |                             |                          |                                     | | |
| «Женитьба» | 240 метров        | комедия                     | т/д Ханжонкова           | Пётр Чардынин                       | Пётр Чардынин, Александра Гончарова, Пётр Бирюков, Иван Камский | пьеса Н. В. Гоголя «Женитьба»                                                                             |
| В 1909 г. была закончена постройка нашего нового ателье [у Саввинского подворья], и в нём заново пересняли неудавшуюся когда-то «Женитьбу» по Гоголю. В техническом отношении картина была сделала уже более удачно, но ей многого ещё недоставало по сравнению с заграничными картинами.— А. Ханжонков «Первые годы русской кинематографии» - М., 1937, стр. 32 После неудачных «Сцен из Мёртвых душ» <…> и ещё менее интересной «Русской свадьбы в XVI столетии» <…> Ханжонкова постигает ещё больший удар. Готовя к гоголевским торжествам «Женитьбу» (240 м.), он не успевает её выпустить вовремя, так как фильмы оказывается испорченным и приходится его переснимать заново.— Б. Лихачёв «Кино в России» - Л., 1927, стр. 63 |                   |                             |                          |                                     | | |
| |                   |                             |                          |                                     | | |
| «Жизнь стрекоз» | 230 метров        | кукольный                   | т/д Ханжонкова           | Владислав Старевич                  | — | - |
| |                   |                             |                          |                                     | | |
| «Жуки-скарабеи» | 150 метров        | кукольный                   | т/д Ханжонкова           | Владислав Старевич                  | — | - |
| |                   |                             |                          |                                     | | |
| «Записки сумасшедшего» | 95 метров         | кинодекламация              | т/д Ханжонкова           |                                     | В. Ниглов | повесть Н. В. Гоголя                                                                                      |
| |                   |                             |                          |                                     | | |
| «Кража брюк» | 130 метров        | кинодекламация              |                          |                                     | | |
| |                   |                             |                          |                                     | | |
| «Купец Калашников» | 220 метров        | драма                       | ателье А. Дранкова       | Александр Дранков                   | Степан Кошелев, Вера Кошелева | поэма М. Ю. Лермонтова «Песня про царя Ивана Васильевича, молодого опричника и удалого купца Калашникова» |
| Экранизация по М.Ю. Лермонтову, которую А. Дранков готовил в целях срыва постановки Ханжонкова <…> но не успел закончить; картина была выпущена только в 1912 году.— В. Вишневский «Художественные фильмы дореволюционной России» — М., 1945, стр. 9 |                   |                             |                          |                                     | | |
| |                   |                             |                          |                                     | | |
| «Любовная история» |                   | комедия                     |                          | Я. Жданов                           | | |
| |                   |                             |                          |                                     | | |
| «Любовь не знает преград» |                   | комедия                     |                          | Н. Ланский                          | | |
| |                   |                             |                          |                                     | | |
| «Месть отверженной» |                   | «драматические сценки»      |                          | Е. Жданова                          | | |
| |                   |                             |                          |                                     | | |
| «Не время ли, Пантелей, постыдиться людей» | 120 метров        | кинодекламация              |                          | К. Селиванов                        | К. Селиванов | |
| Возможно, фильм был выпущен в 1914 году. |                   |                             |                          |                                     | | |
| |                   |                             |                          |                                     | | |
| «Не пей до озверения — Матрёна не Евгения» | 80 метров         |                             | «Минотавр»               |                                     | | |
| Съёмки оказались неудачными, и фильм на экраны не вышел. |                   |                             |                          |                                     | | |
| |                   |                             |                          |                                     | | |
| «Огарки» |                   | драма                       |                          | Борис Михин                         | | - |
| Эпизод из жизни молодёжи. В студенческой среде стали создаваться тайные кружки — «Общества свободной любви», на эти собрания собиралась молодёжь и при свете догоравших свечей — так называемых «огарков» — устраивала пьянки, предаваясь всяким излишествам, переходящим порой в безобразные оргии. Будучи студентом <…> Харьковского университета, я с моим братом-врачом, оба завзятые театралы, страсно увлеклись входившим тогда в моду синематографом, и решили попробовать поставить картину. Не желая брать для экранизации какое-нибудь литературное произведение, как это практиковалось в то время, мы написали сценарий сами. Темой нашего сценария было весьма острое событие нашего времени — эпизод из жизни тогдашней молодёжи <…> стали создаваться тайные кружки — «Общества свободной любви» <…> на эти собрания собиралась молодёжь и при свете догоравших свечей — так называемых «огарков» — устраивала попойки, предаваясь всяким излишествам, переходящие порой в безобразные оргии <…> Ставили картину на свои собственные и собранные деньги. Сниматься пригласили крупнейших актёров Харьковской антрепризы <…> Синельникова, артистов Лундина и др. Картина была куплена товариществом Гомон. Таков был мой первый опыт.— Б. Михин «Отрывки из прошлого» - М., 1946, стр. 28-29 |                   |                             |                          |                                     | | |
| |                   |                             |                          |                                     | | |
| «Песнь про купца Калашникова» | 250 метров        | исторический                | т/д Ханжонкова           | Василий Гончаров                    | Пётр Чардынин (купец Калашников), Александра Гончарова (Алёна Дмитриевна, его жена), Андрей Громов)опричник Кирибеевич), Иван Потёмкин (царь Иван Грозный), Антонина Пожарская | поэма М. Ю. Лермонтова «Песня про царя Ивана Васильевича, молодого опричника и удалого купца Калашникова» |
| По сохранившимся описаниям фильма, он был снят как последовательность четырёх эпизодов. Действие открывается картиной пира при дворе Ивана Грозного. Опричник Кирибеевич оскорбляет жену купца Калашникова. Калашников и Кирибеевич спорят друг с другом. Фильм заканчивается кулачным боем между купцом Калашниковым и опричником Кирибеевичем. Фильм снимался в 1908 году с привлечением актёров труппы Введенского народного дома. Дебют в кино Петра Чардынина. Фильм был повторно выпущен в прокат в 1913 году. Работы художника-постановщика выполнены по рисункам Васнецова, Маковского и других. Съёмки производили в театральных декорациях, поэтому некоторые из них плохо вышли на экране. Кирпичная кремлёвская стена на экране выглядит чёрной... Эта картина, хотя и была много лучше „Стеньки Разина“, но всё же она была очень слаба по сравнению с заграничными постановками того же жанра— А. Ханжонков «Первые годы русской кинематографии». М., 1937 |                   |                             |                          |                                     | | |
| |                   |                             |                          |                                     | | |
| «Призрак-обличитель» | 265 метров        | «бытовая драма»             | «Минотавр»               |                                     | | |
| Съёмки оказались неудачными, и фильм на экраны не вышел. |                   |                             |                          |                                     | | |
| |                   |                             |                          |                                     | | |
| «Украинская легенда» | 250 метров        |                             | Бр. Пате (Моск. отд.)    | Андрэ Мэтр                          | | поэма И. Корженевского                                                                                    |
| Киноинсценировка поэмы И. Корженевского о героическом прошлом Украины.— В. Вишневский «Художественные фильмы дореволюционной России» — М., 1945, стр. 9 |                   |                             |                          |                                     | | |
| |                   |                             |                          |                                     | | |
| «Ухарь-купец» |                   |                             |                          | Владимир Кривцов                    | | |
| В. Короткий предположительно пишет о существовании двух фильмов с таким названием, опираясь на воспоминания Л. Никулина о съёмках «Ухаря-купца» под режиссурой В. Кривцова, который к сохранившейся версии никакого отношения не имел. |                   |                             |                          |                                     | | |
| |                   |                             |                          |                                     | | |
| «Хирургия» | 58 метров         | комедия                     | т/д Ханжонкова           | Пётр Чардынин                       | Пётр Чардынин (дьячок Вонмигласов), В. Ниглов (фельдшер) | рассказ А. П. Чехова «Хирургия»                                                                           |
| Экранизация одноимённого рассказа А. П. Чехова для кинодекламации; фильм демонстрировался в качестве обычной немой кинокартины.— В. Вишневский «Художественные фильмы дореволюционной России» — М., 1945, стр. 10 |                   |                             |                          |                                     | | |
| |                   |                             |                          |                                     | | |
| «Хирургия» | 58 метров         | кинодекламация              | т/д Ханжонкова           | Пётр Чардынин                       | В. Ниглов | рассказ А. П. Чехова «Хирургия»                                                                           |
| |                   |                             |                          |                                     | | |
| «Что за комиссия, создатель, быть взрослой дочери отцом?» | 290 метров        | комедия                     | «Минотавр»               | Александр Пантелеев, П. Лебежинский | Фёдор Курихин, Бутковская, Борис Ремизов, Брвлевская | пьеса А. С. Грибоедова «Горе от ума» (?)                                                                  |
| Фильм оказался неудачным, и вышел на экраны только в 1914 году. |                   |                             |                          |                                     | | |
| |                   |                             |                          |                                     | | |
| «Чудо граммофон, купленный в магазине о-ва „Граммофон“, Екатеринославская ул. № 6» |                   | комедия                     | «Бр. Боммер»             |                                     | | |
| Первый игровой фильм, снятый в Харькове. |                   |                             |                          |                                     | | |
| |                   |                             |                          |                                     | | |
| «Як воны женыхалыся або три кохання в мишках» |                   | киноводевиль/кинодекламация | т/д Харитонова           | Александр Алексеенко                | Александр Алексеенко (все роли) | повесть Н. В. Гоголя «Ночь перед Рождеством».                                                             |
| Сенсация!!! Новый трюк в области синематографии! Говорящая картина без всяких граммофонов с имитацией голосов при полном совпадении разговоров всех действующих лиц. Исполняется единолично автором-трансформатором А. М. Алексеенко.— "Южный край", 1910, 21 января Исполняется водевиль так удачно, что создаётся иллюзия.— "Обозрение театров" Это совершенно не пресловутый «аттракцион», а близкий нашему делу и вносит много оживления в наши немые фильмы.— "Сине-Фоно", 1910, №15 |                   |                             |                          |                                     | | |
| |                   |                             |                          |                                     | | |